# Lutherse Kerk (Delft)

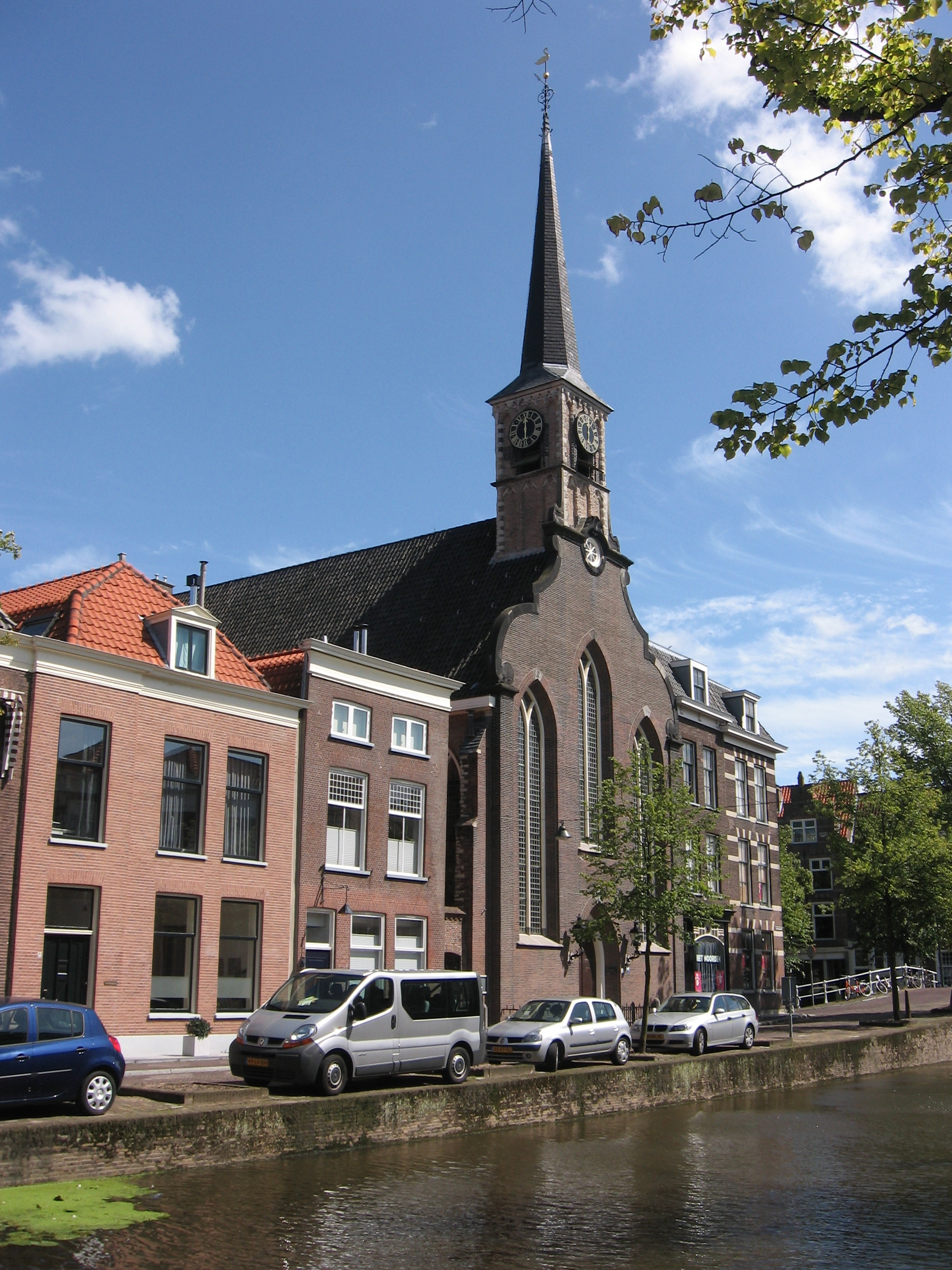
Die Lutherse Kerk in Delft

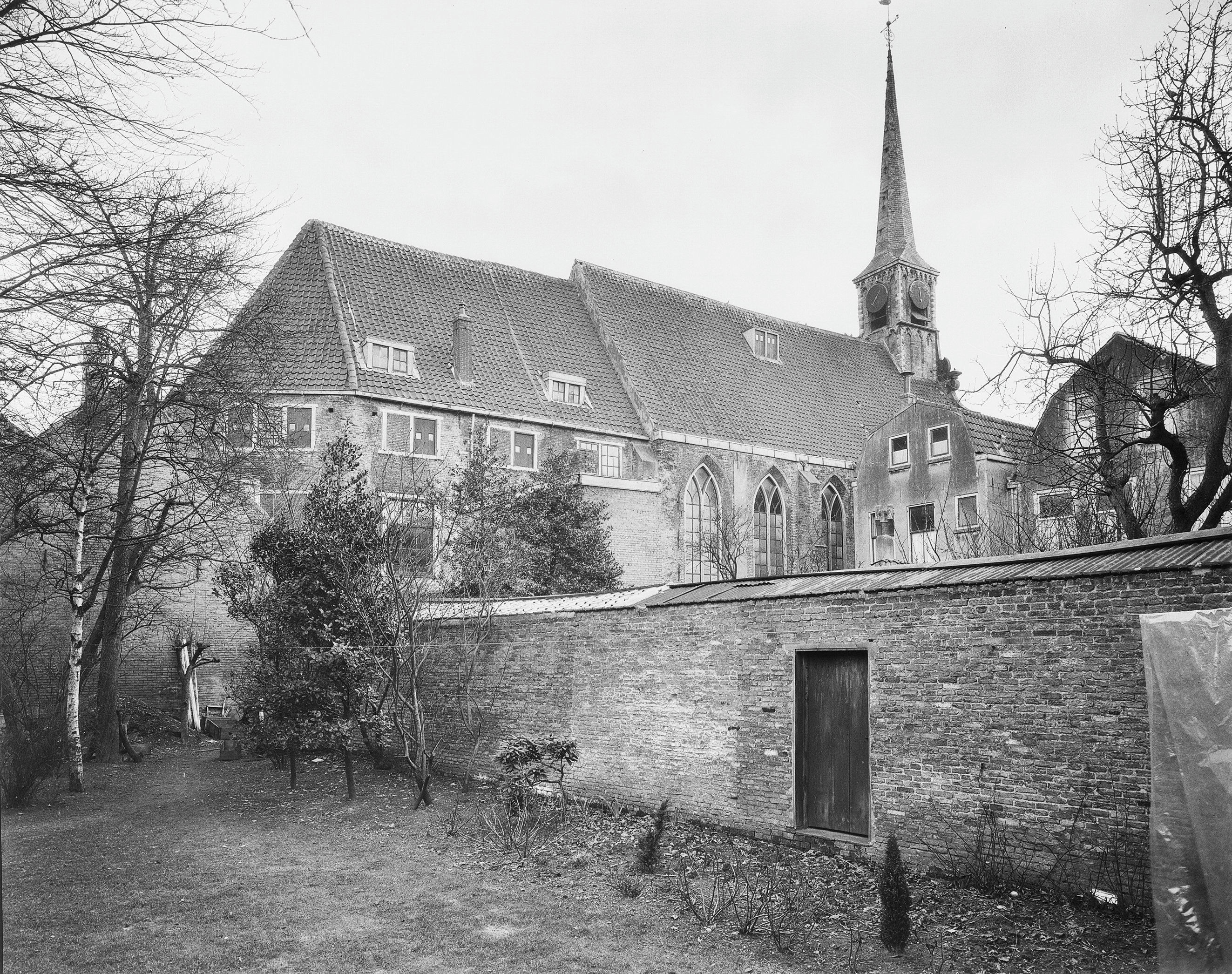
Blick zum nicht mehr genutzten Chor

Die Lutherse Kerk in Delft (Provinz Südholland) gehört einer evangelisch-lutherischen Kirchengemeinde innerhalb der Protestantischen Kirche in den Niederlanden. Die Kirche ist als Rijksmonument eingestuft.

## Beschreibung

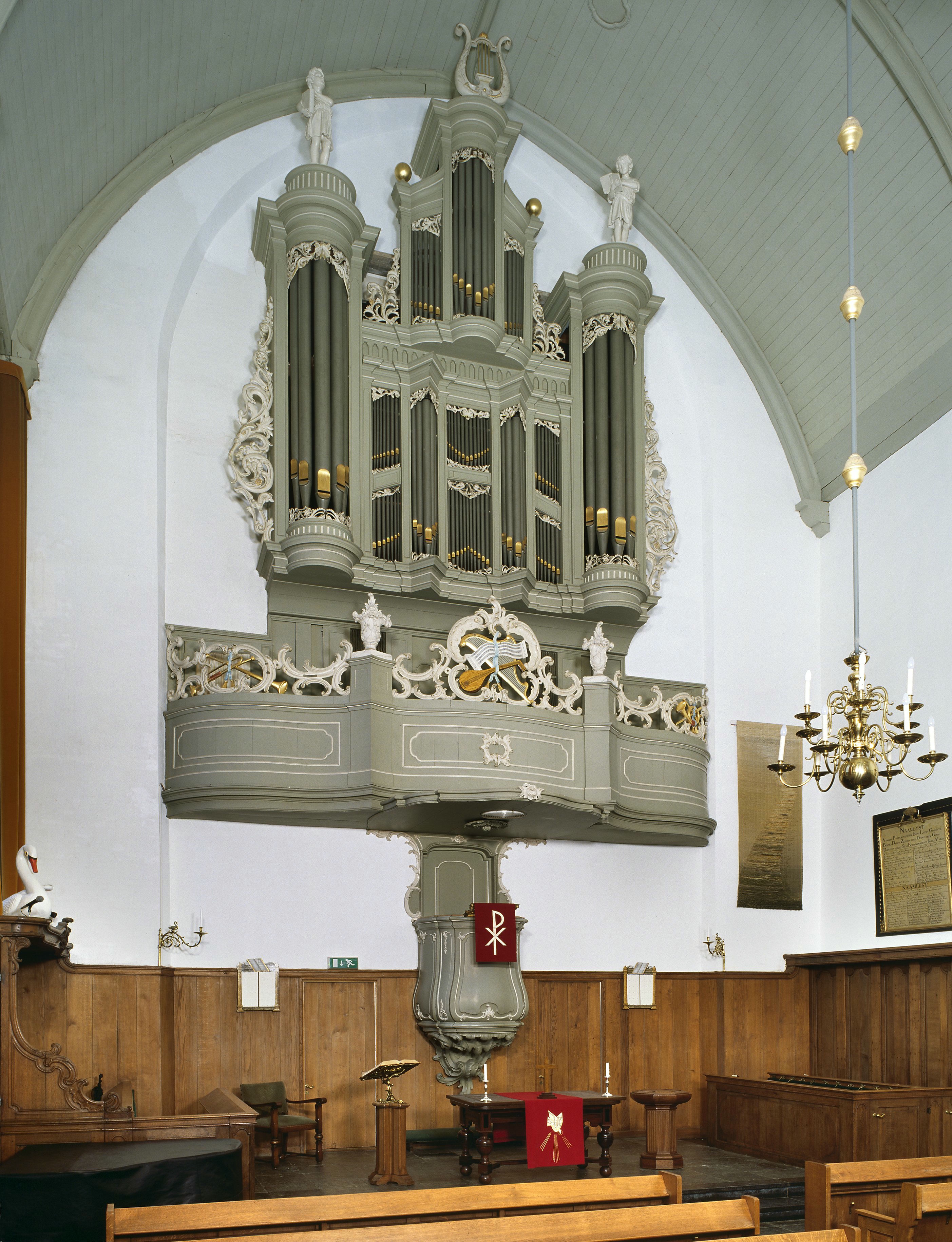
Der vermauerte Chorbogen mit Orgel und Kanzel

Das ursprünglich zu Ehren des heiligen Georg (niederländisch Sint Joris) geweihte im Kern spätgotische einschiffige Bauwerk entstand im dritten Viertel des 15. Jahrhunderts als Kapelle des um 1400 gegründeten St.-Georgs-Frauenhospitals. Die Dachkonstruktion mit hölzernem Tonnengewölbe und geschnitzten spätgotischen Statuen, darunter eine Papstfigur, überlebte den Stadtbrand von 1536. 1577 wurde das Langhaus zum Waffenlager umgebaut. Der durch eine Mauer abgetrennte Chorraum wurde 1647 in eine Irrenanstalt umgewandelt. 
Im Jahr 1611 formierte sich in Delft eine erste lutherische Kirchengemeinde, die zunächst Hausgottesdienste feierte. 1764 schließlich konnten die Delfter Lutheraner das Langhaus der Georgskapelle als Lutherische Kirche übernehmen. In den Jahren von 1764 bis 1768 wurde eine neue Fassade nach Plänen von Nicolaas Terburgh errichtet. In dem von Pieter van Assendelft 1675 gefertigten Orgelgehäuse im Louis-XV-Stil befindet sich eine 1889 von den Gebrüdern Van Oeckelen erbaute Orgel. Im Dachreiter über dem Westgiebel befinden sich zwei 1558 und 1834 gegossene Glocken. 1963/65 fand eine grundlegende Renovierung der Kirche statt.